# Fieseler F 3
Il Fieseler F 3 "Wespe" era un anticonvenzionale aereo da turismo sportivo biposto progettato da Alexander Lippisch, allora a capo dell'ufficio tecnico della Rhön-Rossitten-Gesellschaft (RRG), e sviluppato dall'azienda tedesca Gerhard-Fieseler-Werke nei primi anni trenta.
Caratterizzato dall'apparato propulsivo bimotore in configurazione traente-spingente ed una configurazione alare tutt'ala abbinata ad una coppia di alette canard risultò essere affetto da gravi carenze nel controllo del volo tali da arrestarne lo sviluppo rimanendo allo stadio di prototipo.

## Storia del progetto
Nei primi anni trenta l'azienda tedesca Haus Bergmann, marchio conosciuto per la sua produzione di sigarette con sede a Dresda, decise di sfruttare come veicolo pubblicitario la partecipazione ad una competizione aerea, l'edizione del 1932 dell'Europarundflug, sponsorizzando lo sviluppo di un nuovo modello che riuscisse, grazie alla sua riconoscibilità e a delle prestazioni superiori alla concorrenza, a rimanere nell'immaginario popolare facilitandone l'abbinamento con il prodotto.
A tale scopo l'azienda decise di contattare la Fieseler Flugzeugbau, con sede a Kassel, per la costruzione di tre esemplari e dove il titolare Gerhard Fieseler si dimostrò interessato allo sviluppo di un velivolo dall'aspetto anticonvenzionale che utilizzasse la tecnologia dell'ala a delta abbinata ad una soluzione propulsiva basata su una coppia di motori collocati all'estremità della fusoliera, dove trovavano posto i due membri dell'equipaggio in due separati abitacoli aperti posti in tandem; i due motori erano disposti uno in configurazione traente e l'altro spingente. Fieseler per la sua realizzazione decise di appoggiarsi alla Rhön-Rossitten-Gesellschaft (RRG), organizzazione sportiva di volo a vela che promuoveva ricerca nel campo aerodinamico da riversare nelle proprie attività e dove ricopriva l'incarico di capoprogettista Alexander Lippisch, ingegnere che aveva già effettuato studi sull'applicazione dell'ala a delta e senza impennaggio su alianti. La RRG accettò l'incarico avvalendosi a sua volta della collaborazione del Deutsche Versuchsanstalt für Luftfahrt (DVL).
Fieseler presentò il progetto alla Haus Bergmann riuscendo a convincere i vertici dell'azienda tabacchiera, dalla quale ottenne un ordine per tre esemplari.

### Costruzione

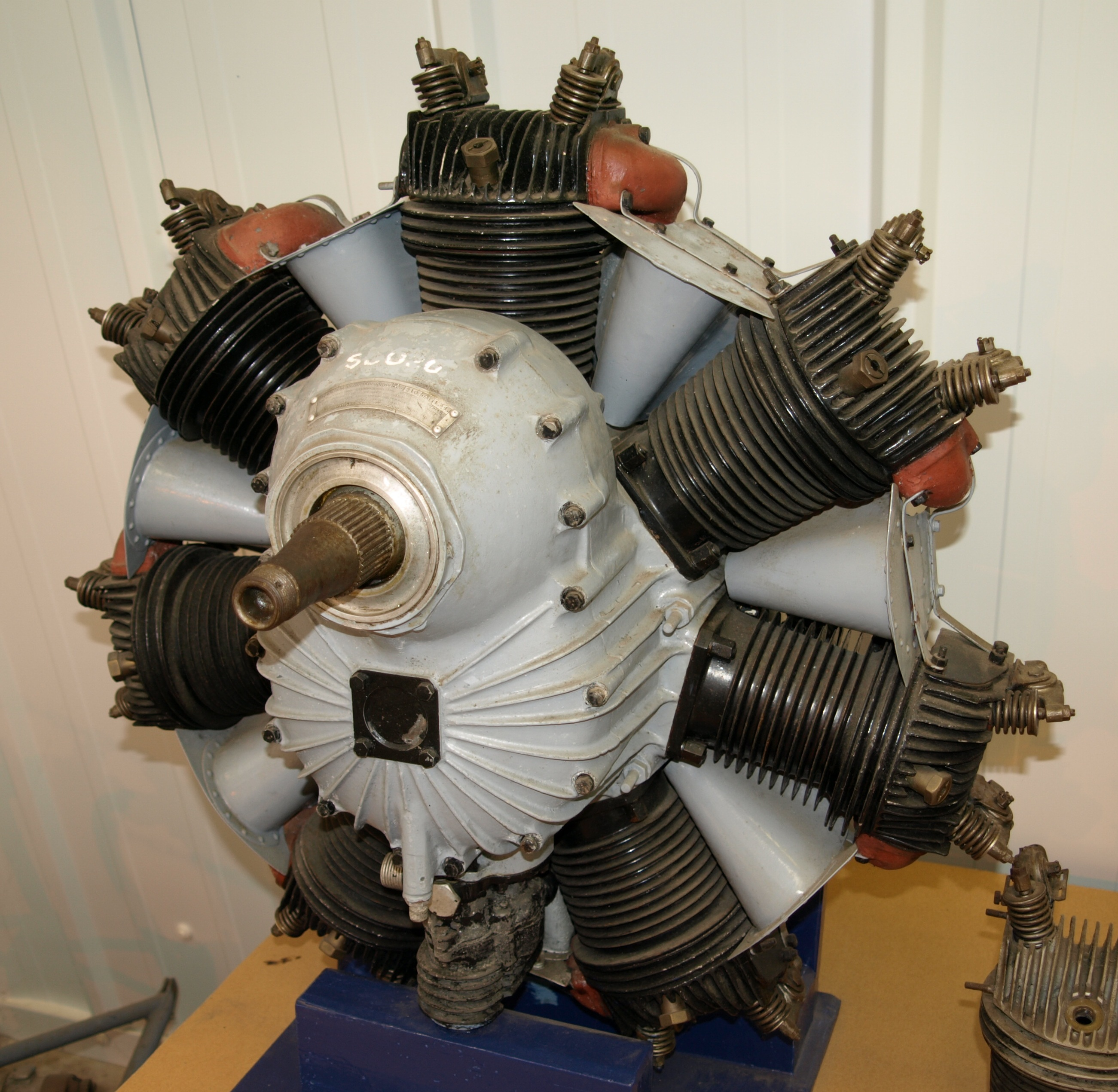
Il compatto motore radiale Pobjoy R caratterizzato dal mozzo dell'elica disassato.

L'RRG iniziò lo sviluppo del modello nell'inverno tra il 1931 ed il 1932 identificandolo come Delta IV mentre la Fieseler utilizzò la designazione F 3 "Wasp". Progettato osservando le caratteristiche tecniche richieste dal tipo di competizione, come l'ala ripiegabile per favorirne l'hangaraggio, subì nel corso della realizzazione alcune modifiche dal disegno originale, integrando ad esempio nell'ala, alle sue estremità, due elementi verticali. La propulsione, immutata nell'inusuale disposizione, fu affidata ad una coppia di motori Pobjoy R, un compatto radiale 7 cilindri raffreddato ad aria caratterizzato dall'elevata potenza specifica e dal mozzo dell'elica disassato, mentre il carrello d'atterraggio era un semplice biciclo anteriore fisso su struttura tubolare ammortizzata integrata posteriormente da un pattino d'appoggio anch'esso ammortizzato.
La buona collaborazione instaurata tra RRG e Fieseler permise di ridurre i temi di costruzione ed il primo prototipo riuscì ad essere portato in volo per la prima volta già nel maggio 1932 dal campo di volo di Kassel-Waldau. Il periodo di prove che ne seguì, anche ai comandi dello stesso Gerhard Fieseler in qualità di pilota collaudatore, rivelò i limiti del modello, carente nel controllo nell'asse trasversale.